# دستگاه تولید انرژی آزورا

نحوه تولید انرژی الکتریکی (نقطه جذب)

دستگاه تبدیل انرژی امواج آزورا (به انگلیسی: Azura wave power device) (آمریکا، ایالت هاوایی، اوآهو)، برای استفاده از حرکات سطحی دریا و اقیانوس و تبدیل آن به انرژی الکتریکی است. دستگاه با گذر موج جابه‌جا می‌شود و همین جابه‌جایی، انرژی موج را به انرژی الکتریکی تبدیل می‌کند. این دستگاه می‌تواند ۲۰ کیلووات برق تولید کند. آزورا به‌طور آزمایشی و تحقیقاتی به شبکه برق متصل شده‌است و در اسکله‌ای به عمق ۳۰ متر قرار دارد.
این دستگاه به شبکه شهری متصل است که برق را برای هاوایی فراهم می‌کند. بر اساس گزارش وزارت انرژی ایالات متحده آمریکا، این اولین‌بار است که ژنراتور برق موج به‌طور رسمی تأیید شده‌است که انرژی را به یک شبکه برق در آمریکای شمالی تأمین می‌کند.
دستگاه تبدیل انرژی امواج آزورا با حمایت نیروی دریایی، وزارت انرژی و دانشگاه هاوایی طراحی شده و در یک دوره ارزیابی ۱ ساله خواهد بود. در طول این زمان، دانشگاه هاوائی مسئول جمع‌آوری و تجزیه و تحلیل داده‌ها خواهد بود.

## نحوه تولید برق
آزورا به صورت شناور در سطح دریا با وزن ۴۵ تن است. این یک مکانیزم شناور منحصر به فرد است که می‌تواند ۳۶۰ درجه گردش کند. این باعث می‌شود که از حرکت افقی موج (ارتعاشی) به خوبی حرکت عمودی آن، برای تولید انرژی الکتریکی بهره برد. ژنراتور با یک سیستم هیدرولیکی با فشار بالا هدایت می‌شود.

## تست‌های اولیه
در مرحله اول یک نمونه کوچک در یک مخزن موج، آزمایش شد. در نمونه بعدی در سال ۲۰۱۲ برای یک دوره ۶ هفته‌ای در مرکز آزمایشگاه ملی انرژی دریایی شمال‌غربی در ساحل اورگن در دریای آزاد نصب شد. در طول این آزمایش، دستگاه تا ارتفاع موج ۳٫۷۵ متر در یک حالت دریایی ۱۲ تا ۱۴ ثانیه تحت آزمایش قرار گرفت.

## طرح‌های آینده
شرکت سازنده (NWEI) از اطلاعات جمع‌آوری شده در طول آزمون فعلی برای توسعه بیشتر پروژه استفاده خواهد کرد. این شرکت قصد دارد با سرمایه‌گذاری ۵ میلیون دلاری آزورا را بهبود دهد تا کارایی و قابلیت اطمینان آن افزایش یابد. سپس، طرح جدیدی مورد آزمایش قرار دهد که در مقیاس کامل تولید می‌شود و بین ۵۰۰ کیلووات تا ۱ مگاوات برق تولید کند.
در اواخر سال ۲۰۱۷، شرکت سازنده (NWEI) قصد دارد یک مدل کامل تولید کند. ژنراتور آن ۵۰۰ کیلووات تا ۱ مگاوات در یک اسکله ۶۰ تا ۸۰ متری قرار خواهد گرفت. یک مگاوات برای تأمین برق صدها خانه کافی است.